# Brandhøjbanen
Brandhøjbanen er en dansk modeljernbane med minitog, der ligger i Hedeland-området syd for Hedehusene. Banen ligger på et 18.000 m² stort område og omfatter mere end 1.200 meter spor med sporvidder på 127 mm, 145 mm og 184 mm. Udgangspunktet for banen er en station med drejeskive, opfyrings- og smøregrav. Desuden er der en dobbeltsporet strækning med en vendesløjfe, en rundbane, en viadukt og flere broer.
Banen drives af en klub, hvis medlemmer selv bygger de damp-, el- og motordrevne tog, der køres med. Togene er i forskellige størrelsesforhold, for eksempel 1:10 for normalsporsmateriel eller 1:3 for smalsporsmateriel. Et tog oprangeres typisk af et lokomotiv, en vogn til lokomotivføreren og en eller flere vogne til passagerne, der typisk sidder på vognene. Der kan dog også køres med et IC3-togsæt, som er stort nok til at sidde i.
Brandhøjbanen ligger ved Stenager Station på Hedelands Veteranbane, hvis tog stopper der på Brandhøjbanens køredage.

## Galleri
- Et IC3 tog